# El Miedo (Gabriel Chevallier)
El Miedo es una novela del escritor francés Gabriel Chevallier, publicada por primera vez en Francia en 1930.
En este relato ampliamente autobiográfico, Gabriel Chevallier, bajo los rasgos de Jean Dartemont, cuenta su terrible experiencia y la de los combatientes de 14-18 frente a la ferocidad de este conflicto en el que tienen que participar a su pesar. Interpretó tanto el atroz sufrimiento de los peludos como la estupidez de los « estrategas » de la retaguardia mientras que los evasores y los especuladores exaltaban los valores guerreros. Enterrados entre los cadáveres y los heridos agonizantes, los « peludos » sacrificados vivían día a día su vida de bestias destinadas a la carnicería.
Gabriel Chevallier causó sensación por su tono realista y desencantado. No busca exaltar el heroísmo. Retrata a soldados resignados y deseosos de que la guerra acabe para salvar su piel. Entre los pasajes más exitosos, la descripción de su estancia en el hospital por una ligera herida, el narrador escandaliza confesando a las enfermeras que en las trincheras se experimenta sobre todo un sentimiento de miedo, opuesto al discurso patriótico vendido por la propaganda. Chevallier hacer de portavoz de los sin grado que no buscan hacer carrera.

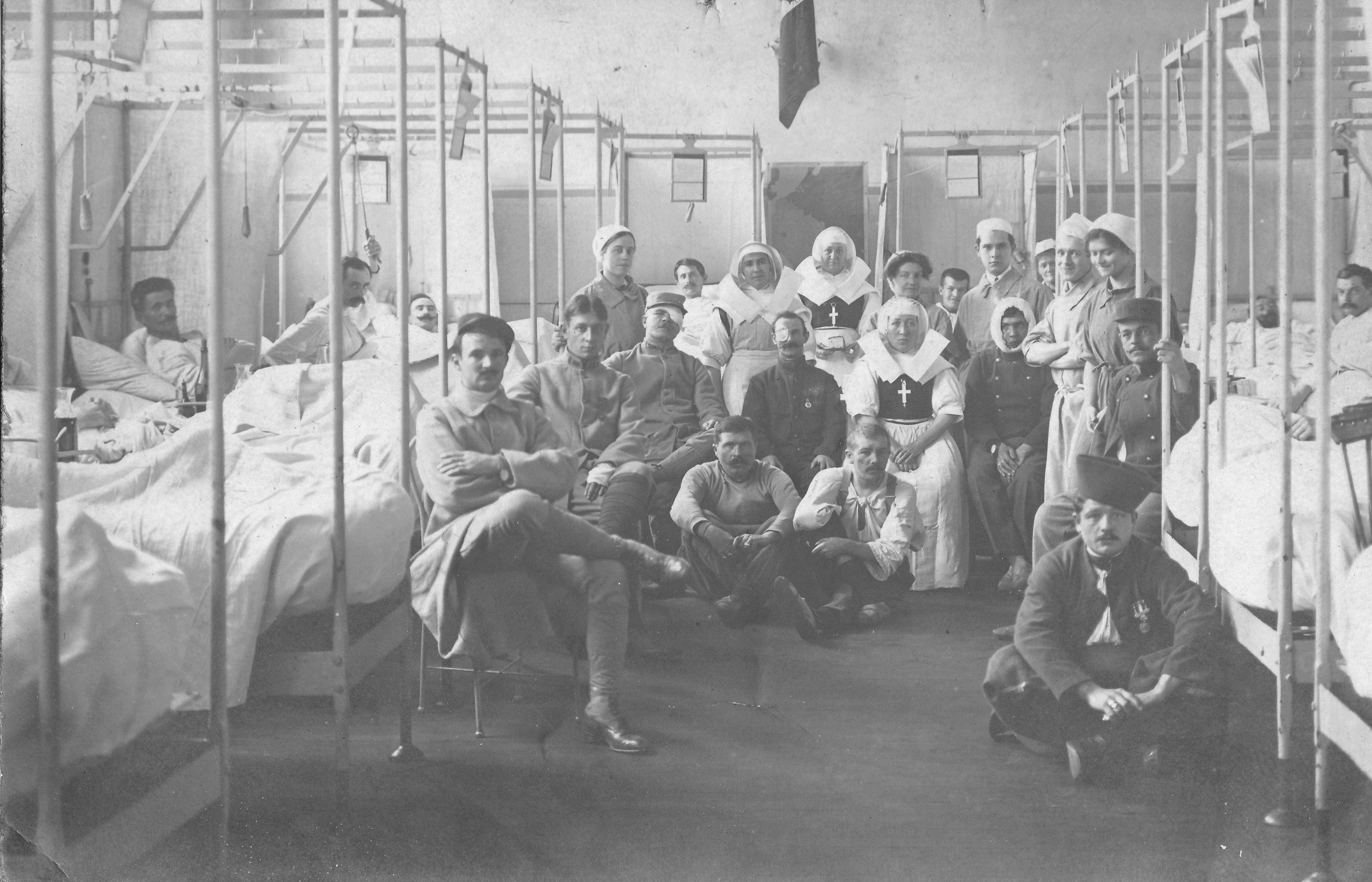
Heridos de guerra en el hospital

En una reedición de 1951, Chevallier presenta así su obra:
«Este libro, escrito contra la guerra y publicado por primera vez en 1930, ha conocido la mala suerte de encontrar una segunda guerra en su camino.  En 1939, la venta fue libremente suspendida, por acuerdo entre el autor y el editor. Cuando la guerra está aquí, no es el momento de advertir a la gente que se trata de una aventura siniestra de consecuencias imprevisibles. Se trata de entenderlo antes y actuar en consecuencia.
«Me enseñaron en mi juventud - cuando estábamos en el frente - que la guerra era moralizante, purificante y redentora. Hemos visto lo que en realidad era: especuladores, contrabandistas, mercado negro, denuncias, traiciones, tiroteos, tortura, tuberculosis, tifus, el terror, el sadismo y la hambruna. Heroísmo, de acuerdo. Pero, la pequeña, excepcional, proporción de heroísmo no redime la inmensidad del mal. Por otra parte, pocos son los verdaderos héroes. Tengamos la lealtad de admitir, los que hemos vuelto ».
«La gran novedad de este libro, cuyo título era un reto, es que en él se dice, tengo miedo. En los "libro de la guerra" que yo había leído, muchas veces se hacía mención al miedo, pero era el de los otros. El autor era de carácter flemático, tan ocupado tomando notas que reía por lo bajo a los obuses".
«El autor considera que no sería ético hablar sobre el miedo de sus compañeros sin hablar del de él. Por eso decidió contar primero su miedo. En cuanto a hablar de guerra sin mencionar el miedo, sin llevarlo a primer plano, habrían sido patrañas. No vivimos en lugares donde podamos ser masacrados en cualquier momento, sin sentir un poco de miedo
«El libro fue recibido con diversas opiniones, y el autor no siempre fue bien tratado. Pero hay dos cosas a tener en cuenta. Los hombres que le habían insultado se equivocaron al considerar que no tuvo valor en el campo de batalla. Y esa nota infame, el miedo, apareció después en las plumas más orgullosas. En cuanto a los combatientes de infantería, escribieron: "Es cierto! Eso es lo que sentimos y no sabíamos expresar ". Su opinión es muy importante.

## Adaptación cinematográfica
- 2015 : El Miedo, película realizada por Damien Odoul

- Datos: Q3211574